# Église Santa Maria in Publicolis
L'église Santa Maria in Publicolis (en français : Sainte-Marie-au-Publicolis) est une église romaine située dans le rione Sant'Eustachio sur la via in Publicolis.

## Historique
L'église d'origine nommée Santa Maria de Publico (en raison de sa localisation dans la division romaine du frumentum publicum) fut construite à une date indéterminée près du palais Santacroce et affiliée en 1186 à l'église San-Lorenzo-in-Damaso proche. Elle est restaurée par la famille Santacroce en 1465, mais tombe en ruine à nouveau au cours du siècle suivant. Elle est détruite en 1643 et reconstruite par la cardinal Marcello Santacroce sur les plans de l'architecte Giovanni Antonio de Rossi.

## Architecture et décorations
L'église est constituée d'une nef unique et abrite les sépultures de la famille Santacroce.

## Sources et références
- Église Santa Maria in Publicolis sur Commons

- (it) Cet article est partiellement ou en totalité issu de l’article de Wikipédia en italien intitulé « Chiesa di Santa Maria in Publicolis » (voir la liste des auteurs).